# Сухий Ромен (притока Терну)
Сухий Ромен — річка в Україні, у Конотопському районі Сумської області. Права притока Терну (басейн Дніпра).

## Опис
Довжина річки 14 км, похил річки — 0,61 м/км. Площа басейну 108 км².

## Розташування
Бере початок на південно-західній стороні від села Ярове. Тече переважно на північний захід і біля Вознесенки впадає у річку Терн, праву притоку Сули. На деяких ділянках пересихає. 
Населені пункти вздовж берегової смуги: Хустянка, Харченки, Бурики, Сніжки. 
Річку перетинають автомобільні шляхи Т 06 Р61.